# Cravity
Cravity (hangeul : 크래비티) est un boysband sud coréen qui a débuté le 14 avril 2020 avec leur title track: « Break all the rules ». Le groupe est composé de 9 membres Serim, Allen, Jungmo, Woobin, Wonjin, Minhee, Hyeongjun, Taeyoung et Seongmin. Le groupe a été formé par l’agence Starship Entertainment, la même agence que le groupe Monsta X, WJSN et IVE.

## Biographie

### Pré-début
Starship Entertainment a déclaré vouloir former un nouveau groupe dès juillet 2019. En février, l’agence a déclaré que le groupe comporterait 9 membres et, en mars, la compagnie a dévoilé le logo et le nom du groupe.
Jungmo, Wonjin, Minhee et Hyeongjun ont tous les quatre participé à l'émission Produce X 101. Minhee et Hyeongjun ont fait partie du groupe final nommé X1 formé sous CJ E&M Entertainment. Après la séparation du groupe, ils sont revenus sous Starship Entertainment en tant que stagiaire.

### Post-début
Cravity (크래 비티) a débuté le 14 avril 2020 avec la title track « Break all the rules », cette chanson signifie qu’ils veulent briser les choses qui les piègent.
Pour ce qui est du nom du groupe, c’est un mélange entre les mots « gravity » et « creativity » et signifie aussi « centre de gravité ». Ce nom signifie aussi que les membres vont attirer les personnes dans leur univers.
De plus, la première semaine après avoir débuté, ils entrent déjà à la douzième place dans le Billboard social 50 charts.

### Albums
Leur premier mini album Hideout : Remember Who We Are est sorti un jour après leur début, le 15 avril 2020, et a atteint la première place dans le Gaon Music Chart dès la première semaine de sa sortie.
Jumper a été écrit, composé et arrangé par le rappeur du groupe Monsta X, Joohoney et 9F.

### Fandom
Le nom du fandom est 'Luvity'. C'est un mélange entre le mot "Love" ('Luv-') et le nom du groupe "Cravity" ('-ity').

## Membres
| Nom de scène | Nom de scène | Nom de naissance | Nom de naissance | Date de naissance | Nationalité  | Position                                           |
| Romanisé     | Coréen       | Romanisé         | Coréen           | Date de naissance | Nationalité  | Position                                           |
| ------------ | ------------ | ---------------- | ---------------- | ----------------- | ------------ | -------------------------------------------------- |
| Serim        | 세림         | Park Se-rim      | 박세림           | 3 mars 1999       | Sud-coréenne | Rappeur principal, hyung (le plus âgé)             |
| Allen        | 앨런         | Allen Ma         | 앨런 마          | 26 avril 1999     | Américain    | Danseur principal, rappeur secondaire              |
| Jungmo       | 정모         | Koo Jung-mo      | 구정모           | 5 février 2000    | Sud-coréenne | Chanteur secondaire, visuel                        |
| Woobin       | 우빈         | Seo Woo-bin      | 서우빈           | 16 octobre 2000   | Sud-coréenne | Chanteur principal                                 |
| Wonjin       | 원진         | Ham Won-jin      | 함원진           | 22 mars 2001      | Sud-coréenne | Co-Leader, chanteur secondaire, danseur secondaire |
| Minhee       | 민희         | Kang Min-hee     | 강민희           | 17 septembre 2002 | Sud-coréenne | Chanteur secondaire, visuel                        |
| Hyeongjun    | 형준         | Song Hyeong-jun  | 송형준           | 30 novembre 2002  | Sud-coréenne | Co-Leader, danseur principal, chanteur             |
| Taeyoung     | 태영         | Kim Tae-young    | 김태영           | 23 janvier 2003   | Sud-coréenne | Chanteur                                           |
| Seongmin     | 성민         | Ahn Seong Min    | 안성민           | 1er août 2003     | Sud-coréenne | Chanteur, maknae (le plus jeune)                   |

## Discographie

### Albums coréens
| Année | Titre                                       | Détails                                                               | Classements | Classements | Ventes                |
| Année | Titre                                       | Détails                                                               | COR         | JAP         | Ventes                |
| ----- | ------------------------------------------- | --------------------------------------------------------------------- | ----------- | ----------- | --------------------- |
| 2020  | Season 1. Hideout: Remember Who We Are      | - Date de sortie : 14 avril 2020 - Label : Starship Entertainment     | 1           | 13          | COR : plus de 154 000 |
| 2020  | Season 2. Hideout: The New Day We Step Into | - Date de sortie : 24 août 2020 - Label : Starship Entertainment      | 1           | 18          | COR : plus de 166 000 |
| 2021  | Season 3. Hideout: Be Our Voice             | - Date de sortie : 19 janvier 2021 - Label : Starship Entertainment   | 3           | 16          | COR : plus de 176 000 |
| 2021  | The Awakening: Written in the Stars         | - Date de sortie : 19 août 2021 - Label : Starship Entertainment      | 3           | 18          | COR : plus de 181 000 |
| 2022  | Liberty: In Our Cosmos                      | - Date de sortie : 22 mars 2022 - Label : Starship Entertainment      | 1           | 50          | COR : plus de 156 000 |
| 2022  | New Wave                                    | - Date de sortie : 27 septembre 2022 - Label : Starship Entertainment | 1           | 21          | COR : plus de 221 000 |
| 2023  | Master: Piece                               | - Date de sortie : 6 mars 2023 - Label : Starship Entertainment       | 2           | 25          | COR : plus de 300 000 |
| 2023  | Sun Seeker                                  | - Date de sortie : 11 septembre 2023 - Label : Starship Entertainment | 1           | —           | COR : plus de 336 000 |
| 2024  | Evershine                                   | - Date de sortie : 26 février 2024 - Label : Starship Entertainment   | 2           | 12          | COR : plus de 364 000 |
| 2024  | Find The Orbit                              | - Date de sortie : 5 décembre 2024 - Label : Starship Entertainment   | 3           | —           | COR : plus de 251 000 |

### Albums japonais
| Année | Titre       | Détails                                                           | Classement | Ventes               |
| Année | Titre       | Détails                                                           | JAP        | Ventes               |
| ----- | ----------- | ----------------------------------------------------------------- | ---------- | -------------------- |
| 2023  | Dilly Dally | - Date de sortie : 6 décembre 2023 - Label : Victor Entertainment | 8          | JAP : plus de 23 300 |

### Singles
| Année                                                      | Titre                  | Meilleures positions | Meilleures positions | Album                                       |
| Année                                                      | Titre                  | COR                  | JAP                  | Album                                       |
| Coréens                                                    | Coréens                | Coréens              | Coréens              | Coréens                                     |
| ---------------------------------------------------------- | ---------------------- | -------------------- | -------------------- | ------------------------------------------- |
| 2020                                                       | Break All the Rules    | —                    | —                    | Season 1. Hideout: Remember Who We Are      |
| 2020                                                       | Flame                  | —                    | —                    | Season 2. Hideout: The New Day We Step Into |
| 2021                                                       | My Turn                | —                    | —                    | Season 3. Hideout: Be Our Voice             |
| 2021                                                       | Gas Pedal              | —                    | —                    | The Awakening: Written in the Stars         |
| 2022                                                       | Adrenaline             | —                    | —                    | Liberty: In Our Cosmos                      |
| 2022                                                       | Party Rock             | —                    | —                    | New Wave                                    |
| 2023                                                       | Groovy                 | 132                  | —                    | Master: Piece                               |
| 2023                                                       | Cheese                 | —                    | —                    | Sun Seeker                                  |
| 2023                                                       | Ready or Not           | —                    | —                    | Sun Seeker                                  |
| 2024                                                       | Love or Die            | 127                  | —                    | Evershine                                   |
| 2024                                                       | Now or Never           | 137                  | —                    | Find The Orbit                              |
| Japonais                                                   |                        |                      |                      |                                             |
| 2023                                                       | Groovy (Japanese ver.) | —                    | 15                   | Hors album                                  |
| 2023                                                       | Dilly Dally            | —                    | —                    | Dilly Dally                                 |
| 2024                                                       | Show Off               | —                    | 23                   | Hors album                                  |
| Anglais                                                    |                        |                      |                      |                                             |
| 2022                                                       | Boogie Woogie          | —                    | —                    | New Wave                                    |
| "—" indique que le single ne s'est pas classé dans ce pays |                        |                      |                      |                                             |

## Tournées
- 2022 : Cravity First Fan Concert - Center of Gravity (10 dates en Asie)[17]
- 2023 : Cravity First World Tour - Masterpiece (16 dates en Asie et Amérique du Nord)[18]